# Le roi se meurt
 (décembre 2018).
Si vous disposez d'ouvrages ou d'articles de référence ou si vous connaissez des sites web de qualité traitant du thème abordé ici, merci de compléter l'article en donnant les références utiles à sa vérifiabilité et en les liant à la section « Notes et références ».
Le roi se meurt est une pièce de théâtre d'Eugène Ionesco en un acte, créée à l'Alliance française le 15 décembre 1962 dans une mise en scène de Jacques Mauclair. La pièce est primitivement annoncée sous le titre : " La Cérémonie ". Elle appartient au genre du théâtre de l'absurde, dont son auteur fut l'un des principaux représentants.

## Personnages
- Le roi Bérenger Ier : Jacques Mauclair

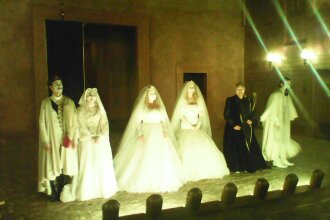
Troupe du Roi se meurt de Ionesco au théâtre la Cartoucherie, Vincennes, le 6 décembre 2017

- Marguerite (reine et première épouse) : Tsilla Chelton
- Marie (reine et deuxième épouse) : Reine Courtois
- Le médecin (chirurgien, bactériologue, bourreau et astrologue) : Marcel Cuvelier
- Juliette (femme de ménage et de chambre, infirmière, cuisinière et jardinière) : Rosette Zucchelli
- Le garde : Marcel Champel

## Résumé
Au lever du rideau, le garde annonce solennellement la cour, le roi Bérenger Ier entre dans la salle du trône suivi des deux reines, Marguerite et Marie, de Juliette et du Médecin. Le froid s’est installé, le chauffage ne fonctionne pas, et les murs du palais se lézardent. La reine Marie qui pleure devant cette dégradation se fait réprimander par la reine Marguerite pour sa frivolité. Il est convenu que le roi doit être informé de cet état et que la fin de son règne est proche, mais la reine Marie refuse de croire à l’irréversibilité des choses. La reine Marguerite insiste : le sol est mou, il n’y a pas d’armée dans le royaume, le roi est malade. C’est assuré par le médecin qui rapporte que les astres sont formels, c’est la fin.   
Bérenger Ier entre dans la salle du trône et se plaint de sa santé, de l’état de l’Univers, du royaume, ce que le médecin confirme et Marguerite l’informe de sa mort prochaine. Le roi refuse d’admettre la réalité, même s’il convient que tout n'est pas pour le mieux, d’ailleurs il n’a pas encore décidé de mourir. Toute la cour, à l’exception de la reine Marie, s’emploie à lui décrire sa décrépitude et celle du monde. Dès lors, son comportement va être une suite de revirements. Tout au long de cette pièce, le roi conteste ce que le médecin lui dit. Il laisse choir plusieurs fois son sceptre se laissant tomber à son tour et essaye à plusieurs reprises de se relever mais il n'y parvient pas. Il ne peut même plus donner d'ordre, le soleil ne se lève plus et ses gardes n’arrivent plus à obéir sous ses ordres... À la fin de la pièce, les éléments du décor disparaissent peu à peu, symbolisant la mort du roi qui approche, jusqu'à la disparition complète du décor qui marque la mort du roi.

## Analyse

### Thématique
Le thème central de la pièce est annoncé dans le titre, Le roi se meurt, et le roi représente chacun d’entre nous. Ionesco nous donne à voir le comportement et les manières de l’individu face à sa fin.  
On distingue schématiquement trois attitudes successives face à une vérité choquante : 
- La dénégation, la révolte et la résignation. Dans un premier temps, Bérenger Ier refuse d’admettre qu’il est à l'agonie.
- Puis il se révolte, non seulement contre le caractère inéluctable de sa fin, mais aussi contre lui-même qui n’a pas su réfléchir à sa propre condition.
- Dernier stade, la résignation qui ne peut intervenir qu’après un cheminement intellectuel. Inclusivement, c’est aussi une réflexion sur l’écoulement du temps et la décrépitude, ainsi que sur la perception du réel.

On peut aussi observer trois sentiments successifs qui sont la surprise (ou étonnement marqué par la colère, l'énervement du souverain, son entêtement), l'impuissance qui amène logiquement le troisième : la peur (crainte du personnage désemparé).
Pour conclure, la mort est scandaleuse parce que l'on n’a pas pris le temps d’y penser. Le déroulement de la mort du roi dans un laps de temps aussi court fait à la fois ressortir l'absurde et donne toute sa force face à cette vérité ignorée et pourtant toujours présente, celle de la fin, jamais préparée, toujours repoussée alors qu'inéluctable. Elle est aussi représentée comme un spectacle, d'où le deuxième titre que Ionesco avait initialement choisi : La Cérémonie.

### Personnages
Les personnages de la pièce sont des personnages-types de la tragédie. On y présente un roi (Bérenger 1er) et sa cour.
La reine Marguerite est la première épouse du roi Bérenger. Dans la pièce, elle symbolise la raison, le réalisme. Elle a un caractère froid mais lucide. C'est elle qui accompagne Bérenger jusqu'au bout, luttant contre ses caprices enfantins, sa volonté de vivre, et aussi contre les tentatives désespérées de Marie de garder le roi auprès d'elle. Marguerite est accompagnée du médecin qui boitait de la jambe arrière, docteur, bourreau, astrologue, etc., de l'État. C'est l'argumentation de ce dernier qui aide Marguerite à faire en sorte que le roi se résigne. Le médecin est un homme de sciences, il est du côté de la raison (Marguerite).
Marie est la seconde reine, et favorite soumise, du roi. Son caractère s'oppose à celui de Marguerite. Elle est aussi puérile que le roi et tente à chaque confrontation avec l'autre reine, de contrer ses arguments (on peut prendre en exemple la description du royaume : Marguerite dit que la population vieillit, que des gens ont migré, Marie riposte en disant qu'il n'y avait plus de place...etc). Elle essaye aussi de faire se rebeller le roi contre sa première épouse et le médecin : elle insiste pour qu'il ne les écoute pas, et qu'il passe outre cette annonce de mort prochaine. 
Répondant aux ordres de Marie et Marguerite, nous trouvons le garde et Juliette.
Le premier est un personnage neutre, symbole de l'armée, donc de la puissance du royaume. Le fait qu'il ne puisse plus répondre aux ordres du roi est significatif : le roi n'a plus de puissance militaire, il n'a plus d'influence ! Le garde n'a pas vraiment de caractère. Il se contente d'annoncer le « bulletin de santé du roi » et, par la même occasion, donner chaque étape de l'« agonie » du roi.
Juliette, pour finir, représente le peuple. Elle est la femme de ménage du palais en plus de l'infirmière, jardinière, et cuisinière. Elle raconte sa vie au roi qui s'émerveille de son quotidien, sans vraiment l'écouter. Tout comme le garde, elle ne répond plus à ses ordres.
En résumé, chaque personnage joue un rôle important dans la pièce, car symbolise quelque chose (le garde, Juliette, Marguerite...). La pièce débute en représentant une cour qui était encore un tant soit peu sous les ordres du roi, mais plus la pièce défile, plus les personnages se détachent de son autorité faiblissante. Marie elle-même ne peut répondre à ses ordres alors qu'elle en a envie.